# Matthäuskirche (Bergtheim)

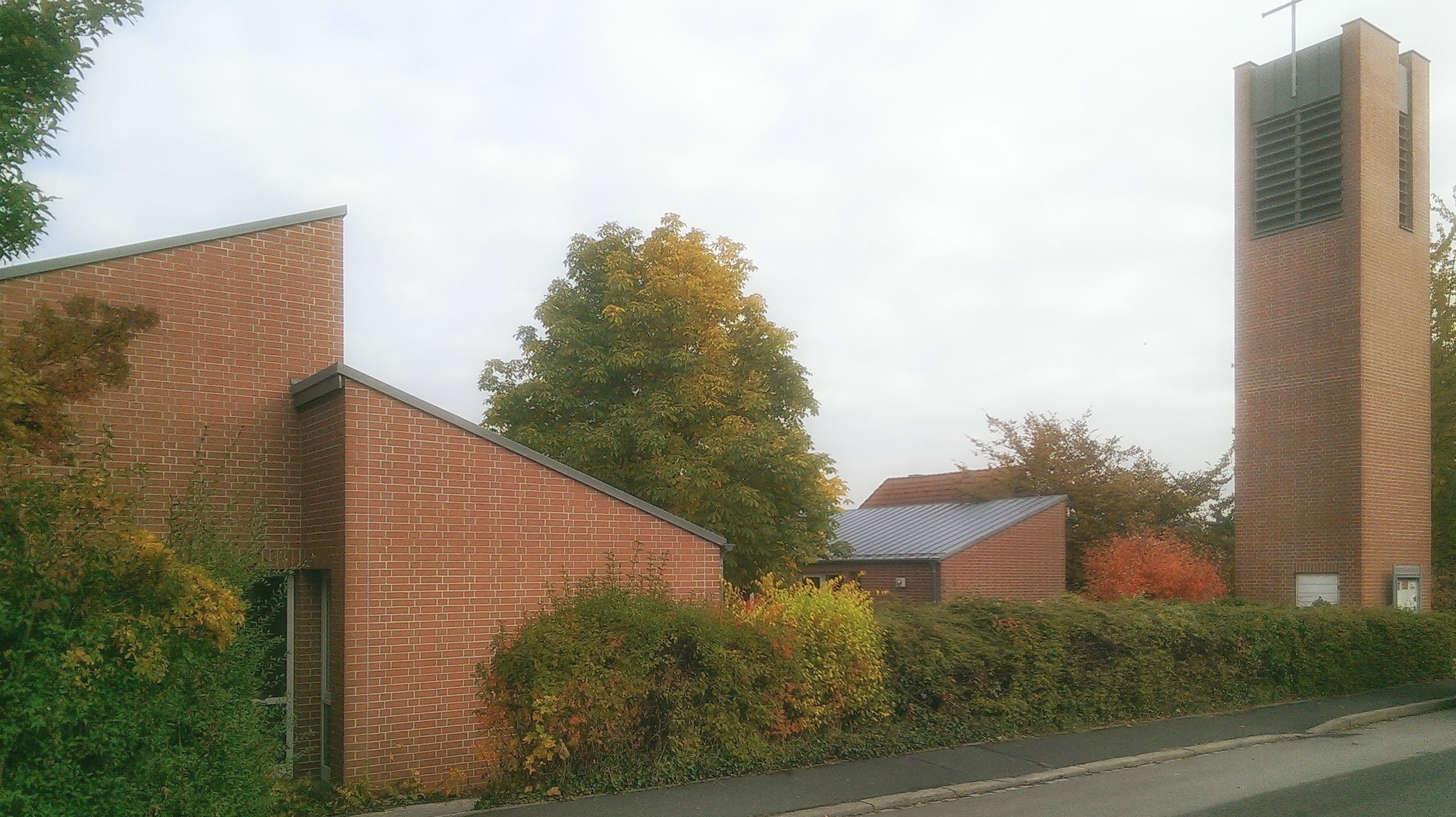
Straßenansicht, rechts der Glockenturm

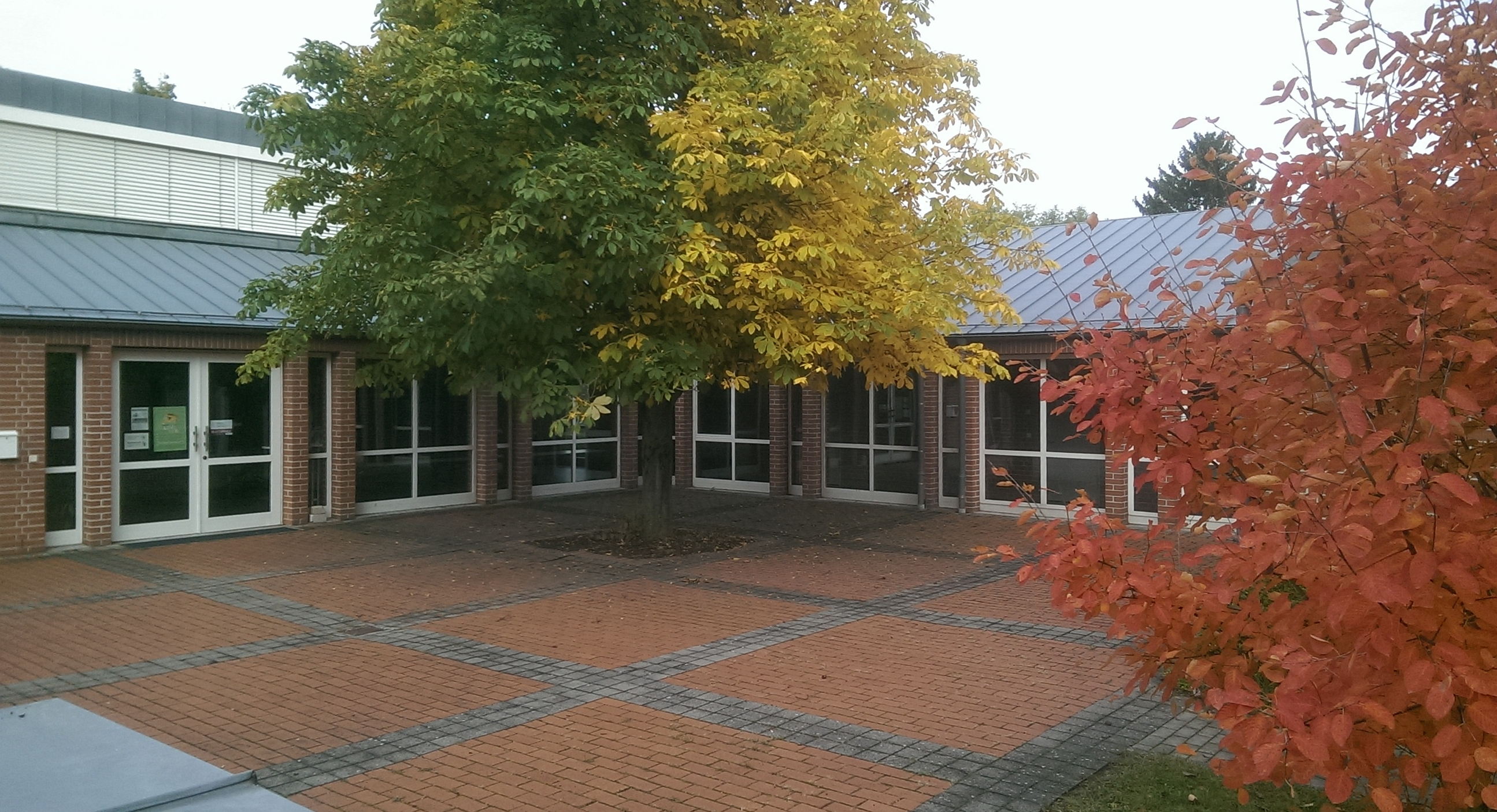
Innenhof

Die Matthäuskirche in Bergtheim ist eine evangelisch-lutherische Filialkirche der Pfarrei Obereisenheim im Dekanat Schweinfurt des Kirchenkreises Ansbach-Würzburg.

## Geschichte
Die Backsteinbauten von Kirche, Gemeindezentrum und Glockenturm wurden 1994 errichtet.
Bis dato enthält der Glockenturm kein Geläut.

## Ausstattung

### Orgel

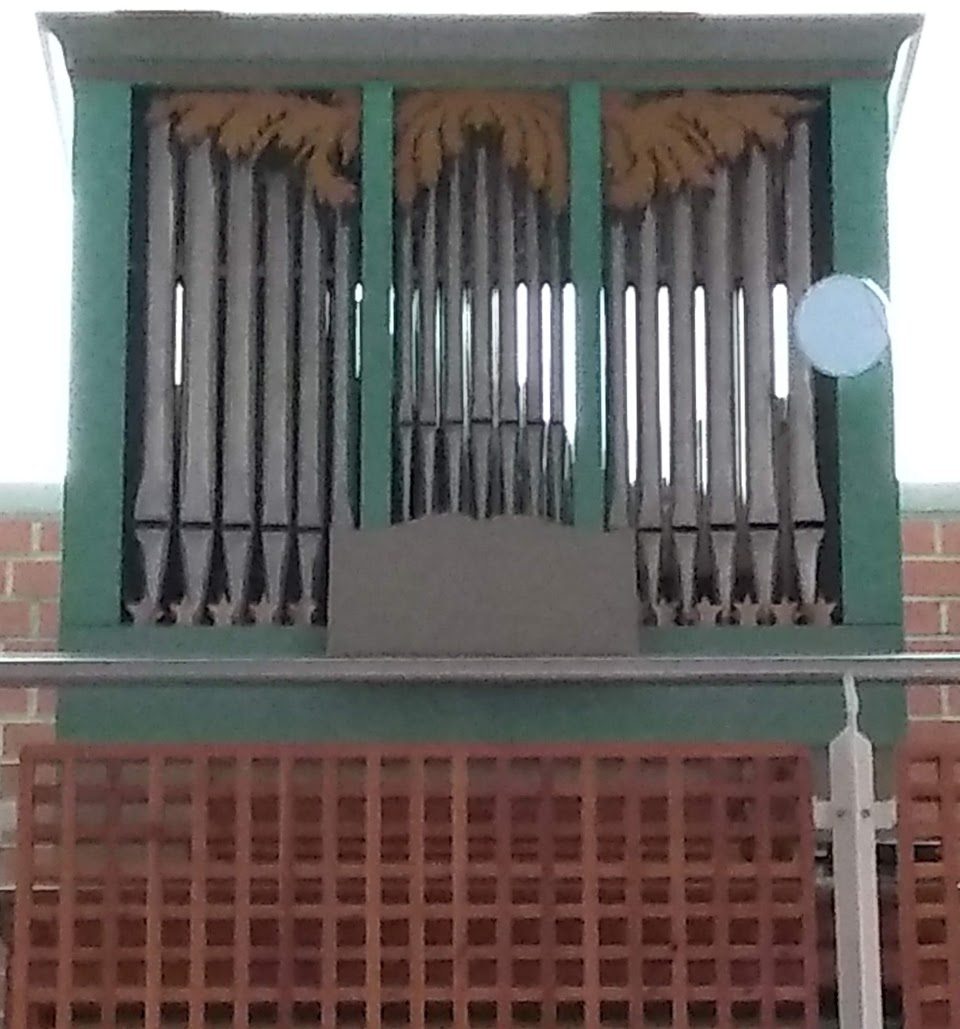
Prospekt

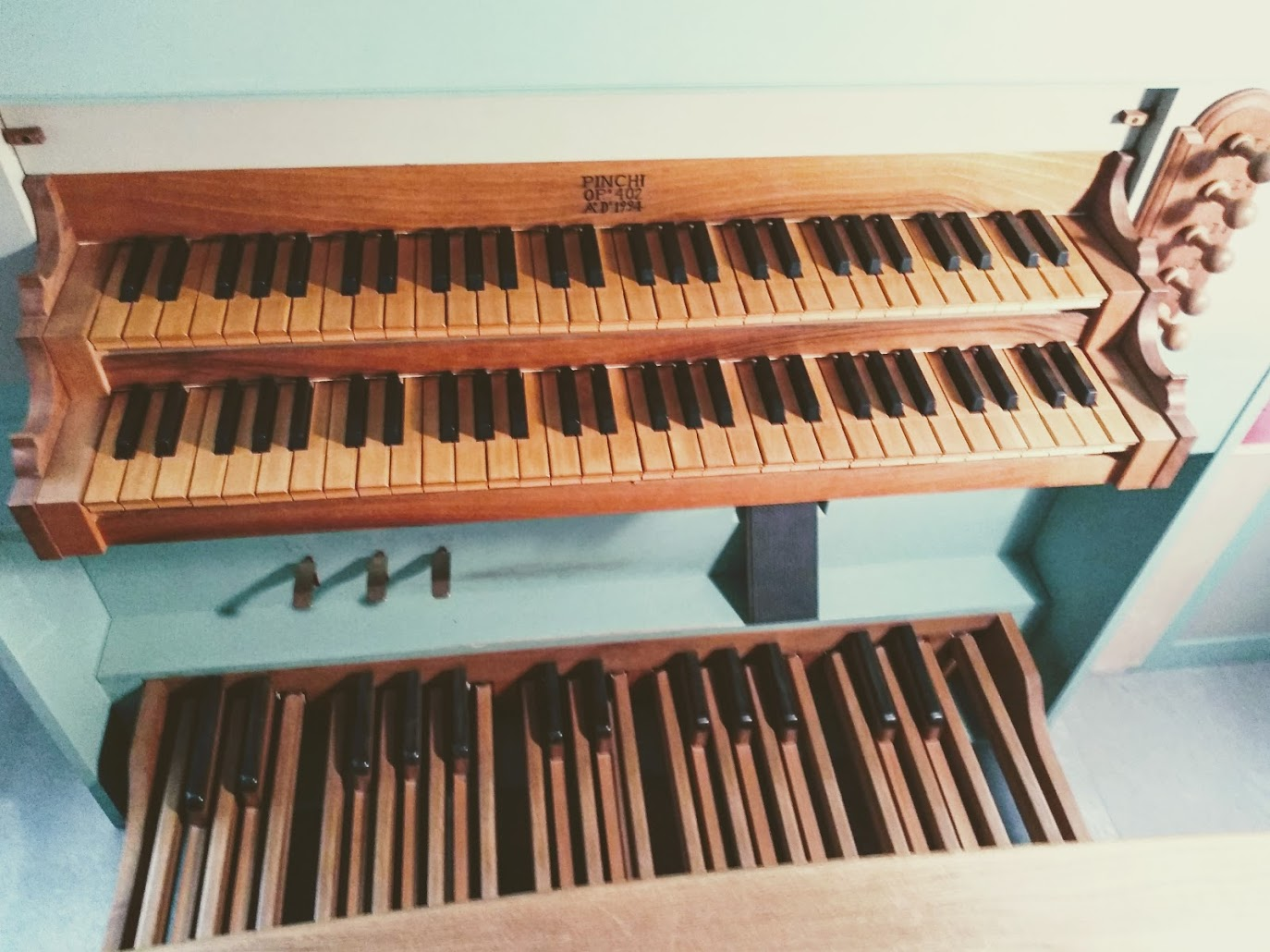
Spieltisch

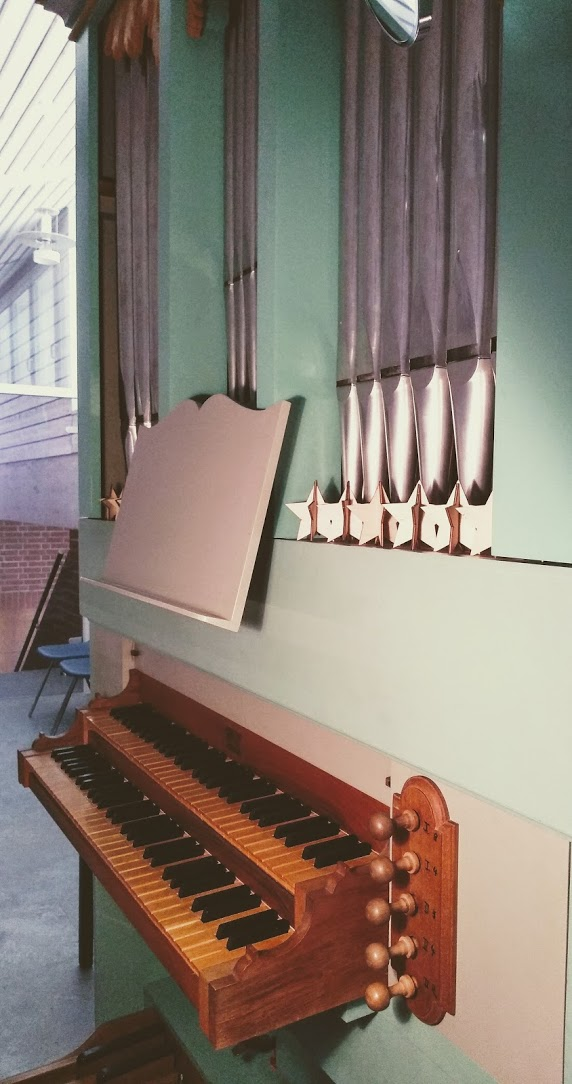
Frontseite

Auf der Empore des großen Saals befindet sich die Orgel. Gebaut wurde das zweimanualige Positiv im Jahr 1994 von der Firma Organi Pinchi mit Sitz in Foligno (Umbrien, Italien) als  op. 402.
| Hauptwerk C–a3 |
| 1. Gedeckt 8′  |
| 2. Oktave 4′   |

| Hinterwerk C–a3 |
| 3. Flöte 8′     |
| 4. Flöte 4′     |
| 5. Oktave 2′    |

| Pedal C–f1 |
| angehängt  |

- Koppeln: II/I, I/P, II/P
- Ton- und Registertraktur mechanisch, Zwillingslade, Magazinbalg und Stoßfänger, Schwelltritt ohne Funktion; die eigentlich einmanualige Disposition ist auf zwei Manuale verteilt; Gehäuse bemalte Fichte oder Kiefer; Bemalung mit “poesievollem modernem Schleierwerk”[3]